# 薄磯海水浴場
薄磯海水浴場（うすいそかいすいよくじょう）は、福島県いわき市平薄磯にある海水浴場。日本の渚百選に選ばれている。

## 概要
福島県の海水浴場のベンチマークともいえる存在で、シーズン前の水質検査や海開きの模様などは、テレビのニュースや新聞で報道される。この地の水質は毎年良好な値を記録している。
シーズン中には多数の海水浴客でにぎわい、海の家も立ち並ぶ。2010年の入込客数は約26万3000人で、いわき市内11か所ある海水浴場の中で最多である。塩屋埼灯台から北に下る県道に沿い、観光客も多い。
2022年7月、福島海上保安部が離岸流の調査を実施、遊泳に支障の出るものではないとしながらも幅約3m、長さ約80mの規模の弱い離岸流が観測された。

## アクセス
- 常磐自動車道いわき中央ICから車で約30分

## 周辺
- いわき市立豊間中学校
- いわき市立豊間小学校
- 塩屋埼灯台
- 塩屋埼カントリークラブ